# Joan de Safont i de Ferrer
Joan de Safont i de Ferrer (Besalú, Garrotxa, 15 de juliol de 1789 - Barcelona, 23 de febrer de 1847) fou un abat benedictí del monestir de Sant Pau del Camp, historiador i filòsof.
Va néixer a Casa de l'Abat Sa Font de Besalú, fill de Joan Francesc de Çafont-Cella i Pou donzell de Besalú i de Maria-Antònia de Ferrer-Adroher i Ribes també de Besalú. Net de Francisco de Çafont i Cella, donzell de Besalú i de Isabel Pou i de Jaume Ferrer i Adroher, ciutadà honrat i Teresa Ribes.
Catedràtic de filosofia al Col·legi de Sant Pau del Camp fins a l'exclaustració de 1835. Exclaustrat, fou professor i divulgador de les ciències físiques. Organitzà un notable museu i una biblioteca. Dins dels seus treballs d'home estudiós i encuriosit per tot el que l'envoltava, destaca per la seva raresa l'esfera copernicana el·líptica que va construir amb la col·laboració de Francesc Arau i Sapons, l'any 1835.